# Sponginticola uncifera
Sponginticola uncifera is een eenoogkreeftjessoort uit de familie van de Sponginticolidae. De wetenschappelijke naam van de soort is voor het eerst geldig gepubliceerd in 1928 door Topsent.